# Johann Eustach von Görtz

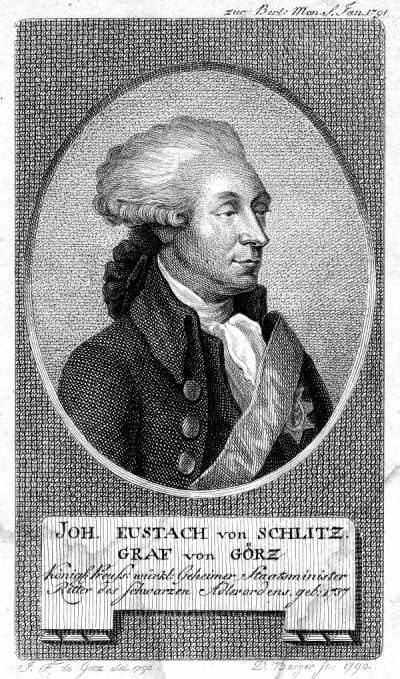
Johann Eustach von Görtz im Jahre 1790

Johann Eustach Graf von Görtz, eigentlich Graf von Schlitz genannt von Görtz (* 5. April 1737 in Schlitz; † 7. August 1821 in Regensburg) war Erzieher der herzoglichen Prinzen von Sachsen-Weimar-Eisenach, Diplomat in preußischen Diensten, sowie Sachbuchautor und Wegbereiter der Weimarer Klassik.

## Leben
Die Familie derer „von Schlitz genannt von Görtz“ hat ihren Stammsitz im hessischen, nördlich des Vogelsbergs gelegenen Schlitz. Seine Eltern waren der Schlosshauptmann in Braunschweig Johann von Schlitz genannt von Görtz (* 30. April 1683; † 28. Juli 1747) und dessen Ehefrau Maria Friederika Dorothea von Görtz (* 22. August 1696; † 2. September 1773). Der Großvater war Kammerpräsident des Kurfürsten Georg von Braunschweig-Lüneburg.
Graf Johann Eustachius erhielt seine erste Ausbildung bis 1748 im elterlichen Schloss in Schlitz. Danach wurde er zur weiteren Ausbildung zusammen mit seinem zwei Jahre älteren Bruder Fritz und einem Hofmeister bis 1752 an das noch junge Collegium Carolinum in Braunschweig geschickt.  Spätestens dort kam er durch seine Lehrer mit aufklärerischen Ideen und Schriften in Berührung.
Anschließend studierte Görtz von 1752 bis 1754 Jura, zunächst an der Universität in Leiden und von 1754 bis 1756 an der Universität in Straßburg, dort bei Johann Daniel Schöpflin. Im Jahr 1757 erhielt er seine erste Stelle als Privatsekretär des weimarischen Kanzlers Heinrich Graf von Bünau. Später wechselte er als Legationsrat zur weiteren diplomatischen Ausbildung in gothaische Staatsdienste. Zwei Jahre später, 1759, kehrte er nach Weimar zurück.

## Der Prinzenerzieher
Hier in Weimar berief ihn 1762 die regierende Herzogin Anna Amalia zum obersten Erzieher ihrer beiden Söhne, des Erbprinzen Karl August und des jüngeren Konstantin. Gemeinsam mit den beiden Prinzen wurde bis 1775 auch sein Neffe Carl Heinrich von Schlitz genannt von Görtz unterrichtet.
Görtz fühlte sich den modernen Ideen von Jean-Jacques Rousseau und Johann Bernhard Basedow verpflichtet und war bestrebt, deren Ideen im praktischen Unterricht umzusetzen. Seine moderne Haltung bot oftmals Konfliktstoff für den Weimarer Geheimen Rat, der diesen Bestrebungen äußerst skeptisch gegenüberstand zumal Görtz auch als Oberhofmeister der Herzogin von Sachsen Weimar fungierte.
Noch vor seiner Frankreichreise wurde der eilig nach Sankt Petersburg beorderte Graf Johann Eustach von Görtz seinem Auftrag von Friedrich II. gerecht und versuchte Denis Diderot zu überzeugen, über Potsdam und Sanssouci aus Russland zurück zu reisen.
Zwischen November 1774 und Mai 1775 reisten von Görtz, Freiherr Gottlob Ernst Josias Friedrich von Stein (1735–1793), Karl Ludwig von Knebel und Leibmedikus Engelhard mit den beiden Prinzen nach Paris. Während ihrer Zwischenstation in Frankfurt wurde Johann Wolfgang Goethe im Roten Haus zum Frühstück eingeladen. Der Dichter gefiel Görtz außerordentlich und begleitete die Fürstlichkeiten nach Mainz. In Karlsruhe nahmen Görtz und sein Schüler Karl August an den regelmäßigen Leserunden mit Klopstock beim Markgrafen teil.
In Paris besuchten der Graf und der Erbprinz über drei Monate hinweg regelmäßig diejenigen Salons, in denen die damals bekanntesten Enzyklopädisten wie Diderot, d’Alembert und Turgot verkehrten und die Salon-Besucher am intensiven Gedankenaustausch beteiligten.

## Der Oberhofmeister
Nach seiner Entlassung als Prinzenerzieher 1775 übernahm Görtz zeitweise bis 1776 das Amt des Oberhofmeisters bei der jungen Herzogin Luise von Sachsen-Weimar-Eisenach bis zur Ankunft der designierten Oberhofmeisterin, Gräfin Wilhelmine von Giannini. Im April 1776 suchte und fand der Graf den Kontakt zu König Friedrich II. von Preußen.

## Der Diplomat

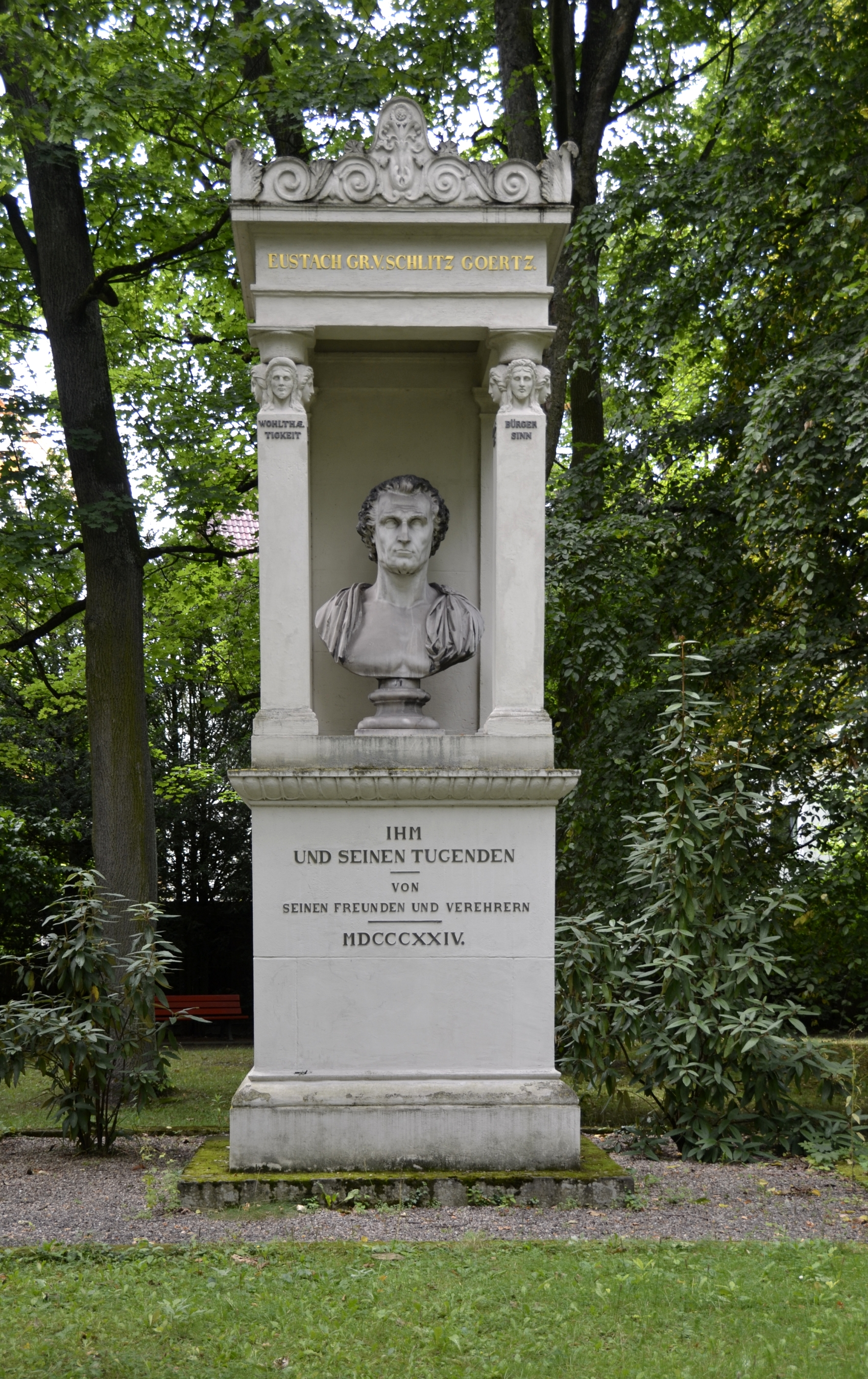
Denkmal für Johann Eustach von Görtz in Regensburg

Im Vorfeld des bayerischen Erbfolgekrieges begab sich Görtz in dessen Auftrag nach München und Zweibrücken. Es gelang ihm, Preußen einen Kriegsvorwand zu liefern wegen der nach Maximilian Josephs Tod von Österreich erhobenen Ansprüche auf einen Teil Bayerns, indem er Herzog Karl II. von Zweibrücken zum Widerspruch gegen diese Forderungen bewog. Anschließend wurde er zum Staatsminister ernannt.
1779 wurde Görtz zum preußischen Gesandten in Sankt Petersburg ernannt, wo er James Harris begegnete. Er blieb dort bis 1785, ohne jedoch die Abwendung der Kaiserin Katharina II. vom preußischen Bündnis verhindern zu können.
Im Oktober 1786 wurde er von König Friedrich Wilhelm II. nach Holland geschickt, um die Konflikte zwischen der oranischen Familie (das heißt Statthalter Wilhelm V.) und den Patrioten zu schlichten und zu versuchen, einen Bürgerkrieg zu vermeiden. Görtz und Friedrich Wilhelm von Thulemeier (1735–1811) hatten allerdings keinen Erfolg, und letztendlich besetzte Karl Wilhelm Ferdinand die Republik.
Als kurbrandenburgischer Reichstagsgesandter in Regensburg 1788–1806 nahm Görtz am Rastatter Friedenskongress und an der Reichsdeputation teil, die nach dem Frieden von Lunéville zusammengetreten war.
Die Auflösung des Heiligen Römischen Reichs beendete 1806 sein Diplomatenleben nach Abschluss des Tilsiter Friedens. Görtz beantragte das Ende seiner Tätigkeit als preußischer Gesandter und verließ den preußischen Staatsdienst unter Verzicht auf eine preußische Pension. Stattdessen erhielt er ein Gnadengehalt des Königs von Bayern.
Görtz lebte weiterhin in Regensburg und nahm am kulturellen Leben der Stadt teil. Im Jahre 1820 wurde er aufgrund seiner Verdienste um die Stadt während der Napoleonischen Kriege und der Schlacht bei Regensburg zum ersten Ehrenbürger Regensburgs ernannt. Hier verstarb er am 7. August 1821 und wurde auf dem damaligen kommunalen Petersfriedhof begraben. Seine Grabstelle hat sich bei der Auflösung des Friedhofs im folgenden Jahrhundert nicht erhalten, jedoch wurde ihm nur einige Jahre nach seinem Tod 1824 ein Denkmal errichtet, entworfen vom Baumeister des bayerischen Königs Leo von Klenze. Die Büste wurde nach späteren Erkenntnissen erschaffen von Friedrich Kobler.
Als prominenter Denkmal-Standort gewählt wurde ein damals neu entstehendes Parkareal, da, wo später ab 1867 nach Abbruch der Stadtmauer die neu geplante Nord-Süd-Hauptstraße, die heutige Kumpfmühler Straße, verlaufen und den bisherigen Alleengürtel durchschneiden sollte. Das Denkmal, erhöht durch einen (ehemals) mehrfach gestuften Unterbau zeigt ein Gehäuse, das die Büste des verstorbenen Gelehrten umschließt. Im Fries erscheint der Name: EUSTACH Graf von Schlitz Goertz und an der Frontseite des Sockels : HM und seinen Tugenden, vön seinen Freunden und Verehrehrern. An der Südseite: Geboren zu Schlitz am V April MDCCXXVI. An der Nordseite: Ausgezeichneter Staatsmann und Bürger.

## Ehe und Familie
Graf Görtz heiratete im Oktober 1768 Caroline von Uechtritz, die Tochter des gothaischen Ministers Carl Emil von Uechtritz und seiner Frau Dorothea von Oppel sowie Enkelin des ebenfalls gothaischen Kanzlers Siegfried Ehrenfried von Oppel. Wie ihr Mann war Gräfin Caroline eine überzeugte Anhängerin der Aufklärung, las Grundlagenwerke von Rousseau und Basedow und interessierte sich lebhaft für Politik.
Das Paar hatte drei Töchter. Die älteste, Caroline, verstarb früh. Die zweite Tochter Louise (1774–1832) heiratete Hans von Labes (1763–1831), Gutsherr von Karstorf. Bei der Heirat wurde dieser von seinem Schwiegervater adoptiert und er nahm daraufhin den Familiennamen von Schlitz an. Das Paar errichtete im mecklenburgischen Hohen Demzin die Burg Schlitz.
Ihre jüngste Tochter Marianne (1778–1825) heiratete den bayerischen Diplomaten und späteren Außenminister, Graf Aloys von Rechberg, den Görtz zum Diplomaten ausgebildet hatte.
Das Interesse für Politik und Diplomatie blieb auch in der nachfolgenden Generation bestehen. Seine beiden Enkel Albert und Bernhard waren ebenfalls aktive Diplomaten, Johann Bernhard von Rechberg wurde als österreichischer Außenminister Gegenspieler von Bismarck.

## Werke (Auswahl)
- Briefe eines PrintzenHofmeisters über Basedows Printzenerziehung und hauptsächlich über dessen Agathokrator, Heilbronn 1771.
- Mémoire sur la Russie. 1786. Eingel. u. hrsg. von Wolfgang Stribrny. Wiesbaden: Harrassowitz 1969.
- Mémoire, ou précis historique sur la neutralité armée et son origine suivi de pièces justificatives. Basel. 1801.
  - The secret history of the armed neutrality. Together with memoirs, official letters & state-papers, illustrative of that celebrated confederacy: never before published. Written originally in French by a German nobleman. Translated by A******** H****. London: printed for J. Johnson, and R. Faulder, 1792. Mikrofilm-Ausgabe Woodbridge, Conn.: Research Publications, Inc., 1986.
- Mémoires et actes authentiques relatifs aux négociations qui ont précédé le partage de la Pologne. Weimar, 1810.
- Mémoire historique de la négociation en 1778 pour la succession de la Bavière. Frankfurt am Main, 1812.

Aus seinem Nachlass erschienen: Historische und politische Denkwürdigkeiten. Stuttgart, 1827/1828, 2 Bde.
- Band 1 Google Digitalisat
- Band 2 Google Digitalisat